# Copa do Brasil de Futebol Sub-17 de 2013
A Copa do Brasil Sub-17 de 2013 foi a primeira edição desta competição futebolística de categoria de base organizada pela Confederação Brasileira de Futebol (CBF).
Foi disputada por 32 equipes entre os dias 16 de julho e 31 de agosto. Flamengo e São Paulo protagonizaram a decisão. Na ocasião, a equipe paulistana saiu vitoriosa por um placar agregado de 5–1.

## Formato e participantes
A CBF anunciou oficialmente a criação da Copa do Brasil Sub-17 em julho de 2013, quando a entidade também divulgou o formato e o regulamento: um sistema eliminatório disputado por 32 agremiações. Os participantes foram os vinte integrantes da primeira divisão nacional e os doze melhores colocados da segunda divisão nacional da temporada passada.
| Federação           | Clube               | Posição em 2012          |
| ------------------- | ------------------- | ------------------------ |
| Bahia               | Bahia               | 15.º colocado da Série A |
| Bahia               | Vitória             | 4.º colocado da Série B  |
| Ceará               | Ceará               | 11.º colocado da Série B |
| Goiás               | Atlético Goianiense | 19.º colocado da Série A |
| Goiás               | Goiás               | 1.º colocado da Série B  |
| Minas Gerais        | América Mineiro     | 8.º colocado da Série B  |
| Minas Gerais        | Atlético Mineiro    | 2.º colocado da Série A  |
| Minas Gerais        | Cruzeiro            | 9.º colocado da Série A  |
| Pernambuco          | Náutico             | 12.º colocado da Série A |
| Pernambuco          | Sport               | 17.º colocado da Série A |
| Paraná              | Atlético Paranaense | 3.º colocado da Série B  |
| Paraná              | Coritiba            | 13.º colocado da Série A |
| Paraná              | Paraná              | 10.º colocado da Série B |
| Rio de Janeiro      | Botafogo            | 7.º colocado da Série A  |
| Rio de Janeiro      | Flamengo            | 11.º colocado da Série A |
| Rio de Janeiro      | Fluminense          | 1.º colocado da Série A  |
| Rio de Janeiro      | Vasco da Gama       | 5.º colocado da Série A  |
| Rio Grande do Norte | ABC                 | 12.º colocado da Série B |
| Rio Grande do Norte | América de Natal    | 9.º colocado da Série B  |
| Rio Grande do Sul   | Grêmio              | 3.º colocado da Série A  |
| Rio Grande do Sul   | Internacional       | 10.º colocado da Série A |
| Santa Catarina      | Avaí                | 7.º colocado da Série B  |
| Santa Catarina      | Criciúma            | 2.º colocado da Série B  |
| Santa Catarina      | Figueirense         | 20.º colocado da Série A |
| Santa Catarina      | Joinville           | 6.º colocado da Série B  |
| São Paulo           | Corinthians         | 6.º colocado da Série A  |
| São Paulo           | Palmeiras           | 18.º colocado da Série A |
| São Paulo           | Ponte Preta         | 14.º colocado da Série A |
| São Paulo           | Portuguesa          | 16.º colocado da Série A |
| São Paulo           | Santos              | 8.º colocado da Série A  |
| São Paulo           | São Caetano         | 5.º colocado da érie B   |
| São Paulo           | São Paulo           | 4.º colocado da Série A  |

## Resultados
Os resultados das partidas da competição estão apresentados no chaveamento abaixo. Com partidas de ida e volta, as equipes mandantes da primeira partida estão destacadas em itálico e as vencedoras do confronto, em negrito. Conforme preestabelecido no regulamento, o resultado agregado das duas partidas definiram quem avançou à fase seguinte, com exceção da primeira fase, que possibilitou à agremiação melhor colocada no ranqueamento nacional a possibilidade de dispensar o segundo jogo caso vencesse a primeira partida por dois ou mais gols de diferença. Assim, as 32 equipes iniciais foram a cada fase reduzidas à metade até a final, que foi disputada entre São Paulo e Flamengo e vencida pela primeira equipe, que se tornou campeã da edição.
| Dezesseis-avos de final  | Dezesseis-avos de final | Dezesseis-avos de final | Dezesseis-avos de final |  |                     | Oitavas de final | Oitavas de final | Oitavas de final | Oitavas de final |  |  | Quartas de final    | Quartas de final | Quartas de final | Quartas de final |  |  | Semifinais     | Semifinais | Semifinais | Semifinais |  |  | Final     | Final | Final | Final |  |  |
|                          |                         |                         |                         |  |                     |                  |                  |                  |                  |  |  |                     |                  |                  |                  |  |  |                |            |            |            |  |  |           |       |       |       |  |  |
| Ceará                    | 2                       | 1                       | 3                       |  |                     |                  |                  |                  |                  |  |  |                     |                  |                  |                  |  |  |                |            |            |            |  |  |           |       |       |       |  |  |
| Cruzeiro                 | 0                       | 1                       | 1                       |  |                     | Ceará            | 2                | 1                | 3                |  |  |                     |                  |                  |                  |  |  |                |            |            |            |  |  |           |       |       |       |  |  |
| Atlético Paranaense (gf) | 2                       | 2                       | 4                       |  | Atlético Paranaense | 2                | 2                | 4                |                  |  |  |                     |                  |                  |                  |  |  |                |            |            |            |  |  |           |       |       |       |  |  |
| Grêmio                   | 1                       | 3                       | 4                       |  |                     |                  |                  |                  |                  |  |  | Atlético Paranaense | 1                | 1                | 2                |  |  |                |            |            |            |  |  |           |       |       |       |  |  |
| América de Natal         | 0                       | —                       | 0                       |  |                     |                  |                  |                  |                  |  |  | Fluminense          | 0                | 3                | 3                |  |  |                |            |            |            |  |  |           |       |       |       |  |  |
| Vitória                  | 4                       | —                       | 4                       |  |                     | Vitória          | 2                | 0                | 2                |  |  |                     |                  |                  |                  |  |  |                |            |            |            |  |  |           |       |       |       |  |  |
| América Mineiro          | 1                       | —                       | 1                       |  | Fluminense          | 4                | 3                | 7                |                  |  |  |                     |                  |                  |                  |  |  |                |            |            |            |  |  |           |       |       |       |  |  |
| Fluminense               | 3                       | —                       | 3                       |  |                     |                  |                  |                  |                  |  |  |                     |                  |                  |                  |  |  | Fluminense     | 3          | 0          | 3          |  |  |           |       |       |       |  |  |
| ABC                      | 0                       | —                       | 0                       |  |                     |                  |                  |                  |                  |  |  |                     |                  |                  |                  |  |  | São Paulo (gf) | 1          | 2          | 3          |  |  |           |       |       |       |  |  |
| Sport                    | 3                       | —                       | 3                       |  |                     | Sport            | 0                | 1                | 1                |  |  |                     |                  |                  |                  |  |  |                |            |            |            |  |  |           |       |       |       |  |  |
| Criciúma                 | 1                       | 1                       | 2                       |  | São Paulo           | 2                | 4                | 6                |                  |  |  |                     |                  |                  |                  |  |  |                |            |            |            |  |  |           |       |       |       |  |  |
| São Paulo                | 0                       | 4                       | 4                       |  |                     |                  |                  |                  |                  |  |  | São Paulo           | 1                | 5                | 6                |  |  |                |            |            |            |  |  |           |       |       |       |  |  |
| Coritiba                 | 1                       | 2                       | 3                       |  |                     |                  |                  |                  |                  |  |  | Coritiba            | 1                | 1                | 2                |  |  |                |            |            |            |  |  |           |       |       |       |  |  |
| Vasco da Gama            | 1                       | 1                       | 2                       |  |                     | Coritiba         | 1                | 1                | 2                |  |  |                     |                  |                  |                  |  |  |                |            |            |            |  |  |           |       |       |       |  |  |
| Joinville                | 1                       | 0                       | 1                       |  | Palmeiras           | 0                | 0                | 0                |                  |  |  |                     |                  |                  |                  |  |  |                |            |            |            |  |  |           |       |       |       |  |  |
| Palmeiras                | 2                       | 2                       | 4                       |  |                     |                  |                  |                  |                  |  |  |                     |                  |                  |                  |  |  |                |            |            |            |  |  | São Paulo | 2     | 3     | 5     |  |  |
| Náutico                  | 1                       | 0                       | 1                       |  |                     |                  |                  |                  |                  |  |  |                     |                  |                  |                  |  |  |                |            |            |            |  |  | Flamengo  | 0     | 1     | 1     |  |  |
| Atlético Mineiro         | 2                       | 1                       | 3                       |  |                     | Atlético Mineiro | 1                | 2                | 3                |  |  |                     |                  |                  |                  |  |  |                |            |            |            |  |  |           |       |       |       |  |  |
| Goiás                    | 0                       | 1                       | 1                       |  | Santos              | 0                | 1                | 1                |                  |  |  |                     |                  |                  |                  |  |  |                |            |            |            |  |  |           |       |       |       |  |  |
| Santos                   | 1                       | 3                       | 4                       |  |                     |                  |                  |                  |                  |  |  | Atlético Mineiro    | 1                | 2                | 3                |  |  |                |            |            |            |  |  |           |       |       |       |  |  |
| Ponte Preta              | 5                       | 0                       | 5                       |  |                     |                  |                  |                  |                  |  |  | Ponte Preta         | 3                | 3                | 6                |  |  |                |            |            |            |  |  |           |       |       |       |  |  |
| Botafogo                 | 0                       | 3                       | 3                       |  |                     | Ponte Preta (p.) | 2                | 2                | 4(4)             |  |  |                     |                  |                  |                  |  |  |                |            |            |            |  |  |           |       |       |       |  |  |
| Atlético Goianiense      | 1                       | 0                       | 1                       |  | Bahia               | 2                | 2                | 4(2)             |                  |  |  |                     |                  |                  |                  |  |  |                |            |            |            |  |  |           |       |       |       |  |  |
| Bahia                    | 1                       | 5                       | 6                       |  |                     |                  |                  |                  |                  |  |  |                     |                  |                  |                  |  |  | Ponte Preta    | 0          | 3          | 3          |  |  |           |       |       |       |  |  |
| Avaí                     | 1                       | 0                       | 1                       |  |                     |                  |                  |                  |                  |  |  |                     |                  |                  |                  |  |  | Flamengo       | 2          | 2          | 4          |  |  |           |       |       |       |  |  |
| Flamengo                 | 2                       | 2                       | 4                       |  |                     | Flamengo (gf)    | 0                | 2                | 2                |  |  |                     |                  |                  |                  |  |  |                |            |            |            |  |  |           |       |       |       |  |  |
| Figueirense              | 2                       | 0                       | 2                       |  | Internacional       | 1                | 1                | 2                |                  |  |  |                     |                  |                  |                  |  |  |                |            |            |            |  |  |           |       |       |       |  |  |
| Internacional            | 3                       | 2                       | 5                       |  |                     |                  |                  |                  |                  |  |  | Flamengo            | 1                | 2                | 3                |  |  |                |            |            |            |  |  |           |       |       |       |  |  |
| São Caetano              | 0                       | 1                       | 1                       |  |                     |                  |                  |                  |                  |  |  | Corinthians         | 0                | 0                | 0                |  |  |                |            |            |            |  |  |           |       |       |       |  |  |
| Portuguesa               | 1                       | 1                       | 2                       |  |                     | Portuguesa       | 1                | 2                | 3                |  |  |                     |                  |                  |                  |  |  |                |            |            |            |  |  |           |       |       |       |  |  |
| Paraná                   | 0                       | —                       | 0                       |  | Corinthians         | 3                | 3                | 6                |                  |  |  |                     |                  |                  |                  |  |  |                |            |            |            |  |  |           |       |       |       |  |  |
| Corinthians              | 2                       | —                       | 2                       |  |                     |                  |                  |                  |                  |  |  |                     |                  |                  |                  |  |  |                |            |            |            |  |  |           |       |       |       |  |  |